# Rada kapłańska
Rada kapłańska (łac. consilium presbyterale) – organ kolegialny złożony z kapłanów (prezbiterów), zgodnie z wymogiem prawa kanonicznego z 1983 r. (Codex Iuris Canonici, can. 495–502), będący jakby senatem biskupa-ordynariusza i reprezentującym prezbiterium diecezji (kościoła partykularnego). Jej zadaniem jest wspieranie biskupa w kierowaniu diecezją, zgodnie z przepisami prawa, ażeby możliwie najbardziej pomnażało się dobro pasterskie powierzonej mu części Ludu Bożego (kan. 495 § 1). Instytucja rady kapłańskiej/prezbiterialnej swoimi źródłami sięga soboru watykańskiego II, który przywrócił starożytną instytucję prezbiterium kościoła partykularnego, jako biblijnego kolegium wszystkich prezbiterów diecezji pod przewodnictwem biskupa miejsca. Rada prezbiterialna zastąpiła w roli senatu biskupa kapitułę katedralną.
Spośród członków rady kapłańskiej biskup diecezjalny powinien mianować kolegium konsultorów.